# Atletiek op de Paralympische Zomerspelen 2024 - Kogelstoten vrouwen F57
Het Kogelstoten voor vrouwen klasse F57 op de Paralympische Zomerspelen 2024 vond plaats op 4 september (kwalificatie) en 5 september (finale) in het Stade de France. Deze klasse is voor atletes met problemen in de onderste ledematen De winnares van 2020 was Safia Djelal uit Algerije die in 2024 haar titel wist te prolongeren, het zilver was voor de Chinese Mian Xu en Nassima Saifi uit Algerije won de bronzen medaille.

## Records
Voorafgaand aan het toernooi waren dit het wereldrecord en het Paralympisch record.
| Wereldrecord        | Algerije Safia Djelal | 11.62 | Kobe  | 23 mei 2024      |
| Paralympisch record | Algerije Safia Djelal | 11.29 | Tokio | 2 september 2021 |

## Uitslag

### Kwalificatie
De vier beste atletes werden toegevoegd aan de startlijst van acht vrouwen die zich rechtstreeks hadden gekwalificeerd voor finale.
| Rang | Atleet                       | Atleet | #1   | #2   | #3   | Resultaat | Bijz. |
| ---- | ---------------------------- | ------ | ---- | ---- | ---- | --------- | ----- |
| 1    | Zinabu Issah                 | GHA    | 6.11 | 5.96 | x    | 6.11      | q PB  |
| 2    | Ekaterina Vetokhina          | NPA    | 7.71 | 7.93 | 7.89 | 7.93      | q     |
| 3    | Angie Myers                  | LBR    | 5.16 | 5.86 | 6.42 | 6.42      | q PB  |
| 4    | Marina Charlotte Houndalowan | BEN    | 6.11 | 5.96 | x    | 6.11      | q PB  |
| 5    | Nancy Nsenga Sala            | COD    | 6.01 | 5.99 | 5.85 | 6.01      | PB    |
| 6    | Mireille Nganga              | CGO    | x    | x    | x    | NM        |       |
| ―    | Elie Enock                   | VAN    |      |      |      | DNS       |       |

### Finale
| Rang   | Atleet                             | Atleet | #1    | #2    | #3    | #4    | #5    | #6    | Resultaat | Bijz.   |
| ------ | ---------------------------------- | ------ | ----- | ----- | ----- | ----- | ----- | ----- | --------- | ------- |
| Goud   | Safia Djelal                       | ALG    | 9.69  | 10.87 | 11.15 | 11.56 | 10.60 | 11.04 | 11.56     | PR      |
| Zilver | Mian Xu                            | CHN    | 9.93  | 10.41 | 10.46 | 10.66 | 10.89 | 10.58 | 10.89     |         |
| Brons  | Nassima Saifi                      | ALG    | 10.22 | 10.49 | 10.29 | 10.43 | 10.42 | 10.74 | 10.74     | SB      |
| 4      | Maria de los Angel Ortiz Hernandez | MEX    | 9.96  | 10.33 | 10.11 | 9.97  | 10.23 | 10.23 | 10.33     |         |
| 5      | Yuxin Tian                         | CHN    | 10.22 | 9.87  | 10.12 | 9.97  | 10.08 | 9.88  | 10.22     | PB      |
| 6      | Julyana Cristina da Silva          | BRA    | 9.61  | 9.41  | 9.40  | 9.45  | 9.36  | 9.36  | 9.61      |         |
| 7      | Mokhigul Khamdamova                | UZB    | 9.52  | 9.44  | 9.18  | 9.31  | 9.05  | 9.09  | 9.52      | PB      |
| 8      | Arlette Mawe Fokoa                 | CMR    | 8.89  | 8.81  | 8.88  | 9.10  | 8.75  | 8.32  | 9.10      |         |
| 9      | Zinabu Issah                       | GHA    | 8.51  | 8.48  | 8.35  | 8.84  | 8.50  | 8.66  | 8.84      | PB      |
| 10     | Ekaterina Vetokhina                | NPA    | 7.86  | 7.76  | 7.85  | 7.63  | 8.12  | 7.90  | 8.12      |         |
| 11     | Elie Enock                         | VAN    | 7.05  | 6.70  | 6.95  | 7.27  | 6.97  | 6.53  | 7.27      | SB      |
| 12     | Marina Charlotte Houndalowan       | BEN    | 4.13  | x     | x     | x     | x     | 5.59  | 5.59      | R6.16.1 |
| ―      | Angie Myers                        | LBR    |       |       |       |       |       |       | DNS       |         |